# D
La d (en mayúscula D, nombre de, plural des) es la cuarta letra y la tercera consonante del alfabeto español y del alfabeto latino básico.
En español, representa un fonema dental y sonoro.

## Historia
Se corresponde con la letra D del alfabeto latino o romano.
| O31 |

| O31 |

## Representaciones alternativas
En alfabeto fonético aeronáutico y en el militar se le asigna la palabra Delta.
En código Morse es:  — ·· 

Banderas de señales
Alfabeto semáforo
Signografía Braille (español)
Alfabeto manual

## Otros significados
- D. es abreviatura de Don.
- En la numeración romana representa al número 500.
- En notación anglosajona representa la nota o acorde de re.
- D es la letra correspondiente a Alemania en el Distintivo Automovilístico de Identificación Internacional.

## Unicode
Esta letra se representar con los siguientes caracteres Unicode:
| Carácter      | D                      | D                      | d                    | d                    |
| ------------- | ---------------------- | ---------------------- | -------------------- | -------------------- |
| Unicode       | LATIN CAPITAL LETTER D | LATIN CAPITAL LETTER D | LATIN SMALL LETTER D | LATIN SMALL LETTER D |
| Codificación  | decimal                | hex                    | decimal              | hex                  |
| Unicode       | 68                     | U+0044                 | 100                  | U+0064               |
| UTF-8         | 68                     | 44                     | 100                  | 64                   |
| Ref. numérica | &#68;                  | &#x44;                 | &#100;               | &#x64;               |